# Gianfranco Bedin
Gianfranco Bedin (Majano, 1945. július 24. –) válogatott olasz labdarúgó, középpályás.

## Pályafutása

### Klubcsapatban
1964 és 1974 között a Internazionale, 1974 és 1978 között a Sampdoria, 1978–79-ben a Varese, 1979–80-ban a Livorno, 1980–81-ben a Rondinella labdarúgója volt. Az Interrel három bajnoki címet szerzett és tagja volt az 1964–65-ös BEK-győztes csapatnak is.

### A válogatottban
1966 és 1972 között hat alkalommal szerepelt az olasz válogatottban.

## Sikerei, díjai
Internazionale
- Olasz bajnokság (Serie A)
  - bajnok (3): 1964–65, 1965–66, 1970–71
- Bajnokcsapatok Európa-kupája (BEK)
  - győztes: 1964–65
  - döntős: 1966–67, 1971–72
- Interkontinentális kupa
  - győztes: 1964, 1965